# Bokrijk (plaats)
Bokrijk is een plaats in de gemeente Genk, gelegen ten zuidwesten van de wijk Boxbergheide, ten zuiden van het Domein Bokrijk en ten noorden van het Albertkanaal. In het oosten vindt men het natuurgebied De Maten.

## Verkeer
Vroeger was het een heidegebied, waarop zich gaandeweg meer en meer menselijke activiteiten gingen ontplooien.
In 1843 werd de weg tussen Hasselt en Genk door dit gebied voltooid.
In 1874 werd het Station Bokrijk geopend op de spoorlijn van Hasselt via Genk naar Maaseik. Dit station werd in de loop der tijd ook Bokrijk Kneipp, later Genk Sanatorium genoemd. Het werd in 1949 gesloten om in 1979 weer heropend te worden. Ondertussen was in 1958 ook het nabijgelegen Openluchtmuseum Bokrijk geopend.

## Zilverzand
In de omgeving van Bokrijk werd van 1886-1892, op een terrein van 50 ha, zilverzand gewonnen door de SA Sablières de Bockryck, dat gebruikt werd in de glasfabrieken in Wallonië. Dit stopte na stakingen en de vernietiging van een afnemende fabriek te Charleroi.

## Sanatorium, klooster
Enkele investeerders, onder indruk van de recentelijk in zwang geraakte Kneippkuur, kochten de verlaten groeve op en wilden er een groots project starten dat de bijnaam Petit Versailles had meegekregen. De werkelijkheid was bescheidener, daar het kapitaal voor de grootste plannen ontbrak. Niettemin kwam een bescheiden kuuroord tot stand, dat overigens niet zo goed liep. Slechts de Kneippstraat herinnert nog aan deze episode, hoewel ook de gebouwen een nieuwe bestemming kregen.
In 1895 werd daarom, door nieuwe investeerders, de NV Sanatorium de Bockrijck opgericht. Het geheel werd omgevormd tot een sanatorium voor tuberculosepatiënten. De verzorging van de zieken geschiedde door de Zusters van Dendermonde. Het werd gememoreerd als volgt: 1895: den 27ste December hebben wij met eenen Dokter Hottlet een gesticht gekocht. Stond in gebruik van een sociéteit dienende voor Kneipp gesticht of waterkuur, nu bestemd voor een sanatorium voor borstlijders. In 1896 werd bij dit sanatorium een kapel gebouwd. In 1899 kregen de Zwartzusters het sanatorium geheel in eigendom.
Enkele jaren later, in 1909 werd besloten het sanatorium op te heffen, omdat in de nabijheid de Limburgse steenkoolmijnen zich begonnen te ontwikkelen en ook door de verdere industrialisatie, zoals in het naburige Hasselt de lucht niet langer meer zuiver was.
Het geheel werd in 1908 aangekocht door de Broeders van de Christelijke Scholen uit Luik. Dezen richtten er een noviciaat en een rusthuis in. In 1909 werd de kloosterkerk gebouwd die in 1937 ook als parochiekerk dienst ging doen toen de Waalse broeders door hun Vlaamse collega's werden afgelost. Zij richtten een Normaalschool voor Broeders op, later werd dit het Sint-Jozefinstituut, aanvankelijk een jongensschool, later een school voor secundair onderwijs.

## Parochie
In 1952 werd vanuit dit klooster de parochie Boxbergheide gesticht, gewijd aan Sint-Jan Baptist de la Salle. Dit gebied viel aanvankelijk onder de Sint-Martinusparochie te Genk. In 1962 werd ook de Maria Gorettiparochie opgericht, die ten westen van Boxbergheide in het gebied Bokrijk was gelegen. Dit gebied werd voordien bediend door de parochie van Onze-Lieve-Vrouw Bezoeking te Godsheide.
Aldus kreeg Bokrijk een parochiekerk, gewijd is aan de Heilige Maria Goretti. Het kerkje is gelegen aan de Dr. Lorierstraat 7 en is een eenvoudig gebouwtje in baksteen en beton onder een vlak zadeldak. De parochiekerk doet sinds 2019 dienst als turnzaal voor basisschool Het Sterrenrijk in Bokrijk. De weekkapel blijft behouden voor liturgische diensten. Voor Genk is dit de eerste nieuwe nevenbestemming binnen het Kerkenplan.

## Sport
Koninklijk Bokrijk sport is de enige sportvereniging gelegen in Bokrijk. De club biedt zowel mannen- als vrouwenvoetbal aan. De eerste ploeg is gevestigd in vierde provenciale. 

## Externe bron
- Geschiedenis klooster
- Geschiedenis parochie

Deelgemeente: Genk

Gehuchten, dorpen, stadsdelen en wijken: Bokrijk · Boxbergheide · Bret-Gelieren · Camerlo · Driehoeven · Hoevenzavel · Kolderbos · Langerlo · Nieuw-Texas · Sledderlo · Terboekt · Termien · Vlakveld · Waterschei · Winterslag · Zwartberg

Lijst van Belgische gemeenten · Arrondissement Hasselt · Limburg · Vlaanderen · België